# (37839) 1998 DX1
1998 DX1 (asteroide 37839) é um asteroide da cintura principal. Possui uma excentricidade de 0.08455350 e uma inclinação de 10.42996º.
Este asteroide foi descoberto no dia 19 de fevereiro de 1998 por Farra d'Isonzo em Farra d'Isonzo.